# Lola nascerà a diciott'anni
Lola nascerà a diciott'anni è un romanzo di Carla Maria Russo del 2009.
Il romanzo è ambientato nella Milano degli anni '40, tra guerra e fascismo, dove personaggi di diversa estrazione sociale e con vissuti assai diversi sono egualmente chiamati a pagare un tributo al tragico momento storico che vivono. Assume quindi contorni molto particolari la storia d'amore tra Mara, giovane, bella e di alto lignaggio, e Mario, operaio alle acciaierie.
Il romanzo ha vinto il premio Fenice-Europa 2010 ed è stato tradotto in inglese e altre lingue europee.

## Edizioni
- Carla Maria Russo, Lola nascerà a diciott'anni, Piemme, 2009, ISBN 978-88-566-0612-6.
- Carla Maria Russo, Lola nascerà a diciott'anni, collana Bestseller, Piemme, 29 maggio 2012, ISBN 978-88-566-2734-3.
- Carla Maria Russo, Lola nascerà a diciott'anni, collana Pickwick, Piemme, 15 ottobre 2019, ISBN 978-88-6836-576-9.